# Mário Maurici
Mário Maurici de Lima Morais (Franco da Rocha, 15 de maio de 1961) mais conhecido como Mário Maurici ou simplesmente Maurici é um jornalista e político brasileiro, filiado ao Partido dos Trabalhadores. Foi vereador e prefeito de sua cidade natal, Franco da Rocha além de secretário municipal de comunicação e de governo de Santo André, atualmente exerce seu segundo mandato de Deputado Estadual por São Paulo.

## Vida pessoal
Sua primeira esposa foi a professora Renata Maria de Araújo Celeguim, mãe de seus três filhos: Marcus Brandino, Marcela Celeguim e o atual deputado federal, Kiko Celeguim. Atualmente é casado com a cientista social Ivete Garcia, ex-vereadora, presidente da Câmara Municipal e vice-prefeita de Santo André.
Graduou-se em jornalismo pela Universidade de São Paulo, em 1984. Em 1978 havia fundado, junto com um grupo de jovens, o jornal "O Franco", início de sua carreira profissional e por meio do qual iniciou sua carreira política.
Além de "O Franco", fundou também os jornais "Primeira Mão" e "A Semana", tendo atuado também no jornal "Juca Post". Lecionou História em várias escolas públicas de Franco da Rocha e região e atuou na comunicação empresarial do Banco Itaú entre 1984 e 1992.
Obteve, em 2005, o título de Mestre em Administração pela Universidade Municipal de São Caetano do Sul (SP).

## Carreira Política
Membro da primeira direção municipal do PMDB de Franco da Rocha, filiou-se ao Partido dos Trabalhadores em 1981 e se elegeu vereador em 1988. Em 1992, ao final de seu mandato parlamentar, foi eleito prefeito de Franco da Rocha para o período de 1993 a 1996 tendo como vice-prefeito Widerson Anzelotti, do PSDB.
Depois, exerceu cargos na Prefeitura de Santo André: secretário de Comunicação na gestão Celso Daniel e secretário de Governo de João Avamileno.
Foi gerente executivo de logística e gerente regional de São Paulo da TV Brasil. Em novembro de 2009, assumiu a presidência da Companhia de Entrepostos e Armazéns Gerais de São Paulo - Ceagesp.
Mário ocupou esse cargo até outubro de 2015, quando deixou a Ceagesp para assumir a vice-presidência de relacionamento e gestão de TV do grupo EBC (Empresa Brasil de Comunicação), companhia pública vinculada à Secretaria de Comunicação Social da Presidência da República. Em março de 2017, assumiu a chefia de gabinete do deputado federal Vicente Cândido (PT).